# Srpska pravoslavna Crkva
Srpska pravoslavna Crkva (srp. Српска православна црква/Srpska pravoslavna crkva; SPC), jedna od upravno autokefalnih (samostalnih) pravoslavnih crkava koja zajedno s ostalim pravoslavnim crkvama čini jedinstvenu Istočnu kršćansku crkvu.
Duhovno vodstvo vjernika Srpske pravoslavne crkve zove se Sveti arhijerejski sinod, a poglavar SPC-a patrijarh srpski.
Administrativno sjedište Srpske pravoslavne crkve je u Beogradu, a povijesno u Peći.

## Povijest

### Pokrštavanje Slavena
Srbi su izvorno, kao i svi Slaveni, bili sljedbenici stare slavenske vjere. Dolaskom na Balkanski poluotok u 7. stoljeću, Srbi su, kao i ostali Južni Slaveni, zatekli razvijene crkvene organizacije. U početku je prihvaćanje kršćanstva teklo spontano, i Slaveni prvo prihvaćaju kršćanstvo na mjestima starih crkvenih zajednica u Sjevernoj Makedoniji, Dalmaciji i Bosni. Prvo masovno pokrštavanje Srba zbilo se u 7. stoljeću, u vrijeme cara Heraklija.
Sredinom 9. stoljeća je uslijedio period snažne misionarske djelatnosti Istanbula. Oko 840. knez Vlastimir je u oblastima oko Tare, Lima i Drine, u vrijeme kada je još uvijek bila živa stara slavenska vjera, digao ustanak i protjerao Bizantince i propovjednike kršćanstva iz tih oblasti. No, već za njegovog nasljednika, Mutimira, u Srbiji niču prve eparhije. U to vrijeme djeluju i bizantski misionari Ćiril i Metod, koji prevode Sveto pismo na slavenski jezik. Krajem 9. stoljeća, bizantijski car Vasilije I. je osvojio Neretvansku kneževinu Paganiju, koja se posljednja opirala pokrštavanju, i time uništio staroslavenska svetišta. Srbi, vidjevši šta se zbiva u Dalmaciji, šalju izaslanstvo Vasiliju I. i podvrgavaju se bizantskoj vlasti.
Od 10. stoljeću u Raškoj (prethodnica Srbiji) se razvija poseban oblik kršćanstva, bogumilstvo, koje karakterizira protivljenje rimskoj i bizantskoj vlasti, a u bogosluženju se koriste slavenskim jezikom. Moguće je da su niži slojevi prvo dolazili u dodir s bogumilima nego s rimskom i bizantskom crkvom, koje su prvo prihvaćali viši slojevi.
Krajem 12. stoljeća, veliki župan Stefan Nemanja uvodi kršćansku ortodoksiju u Raškoj državi. Iako je Kršćanska crkva već podijeljena na istočnu i zapadnu, podjele još nisu toliko izražene, pa on balansira između istočnog i zapadnog kršćanstva, surađujući, po potrebi, s rimskim Papom i s Bizantom. 
Oko 1170. godine u Starom Rasu (danas Novi Pazar) Stefan Nemanja saziva crkveno-državni sabor, kojim započinju surovi vjerski progoni bogumila, koji su uključivali tjelesne kazne, spaljivanja na lomači, žigosanja po licu, progone iz zemlje, oduzimanje imanja i druge drakonske mjere. Tada je u Rasu stolovao grčki episkop, suradnik Stefana Nemanje u progonjenju bogumila. U to vrijeme bogumili imaju uporište ne samo među običnim pukom, već i među samim velmožama. Nemanjina vojna akcija se pretvorila u pravi građanski rat koji je bjesnio jedno vrijeme po Raškoj. Nakon što je vojska Stefana Nemanje u Raškoj istrijebila bogumile, među Srbima je učvršćena bizantijska ortodoksija, vremenom odomaćena kao pravoslavlje.

### Žičko-pećka arhiepiskopija (1219.  – 1337.)
U vrijeme Save Nemanjića, raška crkva je bila podređena Ohridskoj arhiepiskopiji, i imala je samo tri eparhije (Ras, Lipljan i Prizren) u kojima su vladike bili Grci. Nakon što mu je brat Stefan Nemanjić 1217. od pape dobio kraljevsku krunu, Sava Nemanjić odlazi u maloazijski grad Nikeju, gdje se nalazila prijestolnica bizantskog cara i carigradskoga patrijarha u egzilu (od kad su Latini osvojili Istanbul), te od njih dobiva mogućnost da raška crkva postane arhiepiskopija 1219. godine. Sjedište nove arhiepiskopije je smješteno u novoizgrađeni Manastir Žiča. 
Po povratku u Rašku, Sava Nemanjić 1221. saziva državno-crkveni sabor u manastiru Žiči na kojem okruni svog brata za kralja, i organizira nove progone bogumila iz Raške. Tom prilikom, Sabor proklinje ne samo bogumile, već i poglavare Crkve bosanske, koja je pružala utočište prognanim kršćanima. Nakon sabora oni koji nisu pristali da se odreknu svoje vjere i prijeđu na pravoslavlje, bijahu protjerani.
Crkva je naročito ojačala i obogatila za vrijeme kralja Milutina, koji je puno izdvajao za podizanje novih crkvi i manastira, zbog čega je, usprkos nemoralnom životu, proglašen za sveca. Zajedno s velikim feudalnim posjedima, kralj Milutin je crkvi poklanjao i ljude (zemljoradnike i robove), koji su postajali "crkveni ljudi".

### Pećka patrijarhija (1346.−1463.)
Kada je kralj Dušan iskoristio nemire u Bizantu, osvojio neke teritorije i proglasio se za cara 1346. godine, arhiepiskopija je proglašena patrijarhijom, mimo volje Carigradske patrijarhije. Dušan je svoga dvorjanina proglasio patrijarhom, da bi mu on stavio carsku krunu na glavu. Dušanovim ukazom njegov logotet Joanikije II. postaje prvi pećki patrijarh. Crkveni velikodostojnici srpske crkve su pružali podršku proglašenju Dušanovo carstva od Stefana Uroša IV. Dušana Nemanjića a jedan od razloga podrške je njihovo očekivanje da im pripadnu prihodi iz onih parohija koje su do tada bile podčinjene carigradskom patrijarhu. U sastav nove patrijaršije su ušle i mitropolije u osvojenim grčkim oblastima, kao i Sveta gora, do tada pod nadležnošću carigradske patrijaršije. Tada carigradski patrijarh Kalist I. baca prokletstvo na Dušana, Joanikija i srpsko svećenstvo. Glas o prokletstvu ostavio je u narodu i u nižem svećenstvu mučan i bolan utisak. Narod je ovo prokletstvo dovodio u vezu s onim nesrećama, koje poslije smrti patrijarhove (1354.) i Dušanove (1355.) počeše snalaziti srpski narod.
Crkva je imala niz povlastica i kao vjerska institucija i kao najveći feudalac u Srbiji. Država je štitila crkvu u svakom pogledu, a crkva je svojim utjecajem na vjernike osiguravala poslušnost državnoj vlasti, kojoj je pripisivala božansko porijeklo. Odnosi crkve i države u srednjovjekovnoj Srbiji su slijedili bizantski model podređenosti crkve državi, koji se u crkvenim krugovima naziva cezaropapizam.
Knez Lazar je 1370-ih okončao šizmu s Istanbulom (iz vremena cara Dušana) i stekao priznanje za srpsku crkvu od Bizanta.

### Obnova Pećke patrijarhije (1557. – 1766.)
Godine 1577. godine veliki vezir Mehmed-paša Sokolović je ponovo ustanovio Pećku patrijarhiju na znatno proširenom području nadležnosti koje je obuhvaćalo oblasti današnjeg Kosova, Crne Gore, Bosne i Hercegovine, Bugarske, Srbije, Hrvatske, Rumunjske i Mađarske. Na patrijarhijski prijestol je postavio svog brata Makarija Sokolovića. Poslije obnovljenja Pećke patrijarhije zaživjeli su mnogi stari već zapušteni manastiri. Osmanlije koji su htjeli održati mir, dozvoljavali su pećkim patrijarsima da osobno sakupljaju materijalna sredstva za izmirenje obveza prema osmanskoj blagajni.
Godine 1592. na patrijarhijski prijestol je došao Jovan Kantul koji napušta makarijevsku politiku i postaje sudionik u akciji zapadnih država za oslobođenje balkanskih naroda od Osmanlija. Po izbijanju Austro-turskog rata (1593. – 1606.) vršački episkop Teodor Nestorović predvodi Banatski ustanak protiv Osmanlija (1594.). Srpski ustanici su nosili zastave s likom Svetog Save. Poslije prvih uspjeha, osmanska vojska je savladala otpor Srba. Zbog ovog ustanka, Osmanlije oštro kažnjavaju Pećku patrijarhiju. Godine 1594. episkop Teodor je ubijen, a mošti Svetog Save su prenijete iz Mileševa u Beograd i demonstrativno spaljene na Vračaru. Pećki patrijarh Jovan je 14. listopada 1613. godine obješen u Istanbulu i sahranjen kod Jeni-kapije.
Poslije Jovana Kantula na čelo patrijarhije je došao Pajsije Janjevac od 1614. do 1647. godine. Za razliku od svog prethodnika, on se odrekao akcija protiv Osmanlija i vratio makarijevskom duhu. Tokom njegove dugogodišnje uprave učinjeno je mnogo na jačanju Crkve, obnavljanju onoga što je zanemareno i upropašteno tijekom patrijarha Jovana i na poboljšanju poremećenih odnosa s Osmanskim Carstvom. Njegova uprava Pećkom patrijarhijom bila je doba sređenih crkvenih prilika, usklađenih odnosa s osmanskom vlašću, dok je pozna srpska umjetnost u srednjovjekovnim tradicijama doživjela tada svoj drugi i posljednji procvat.
Pećki patrijarh Arsenije III. Crnojević (stolovao od 1674. – 1690.) je bio izuzetno angažiran u austro-turskom ratu na strani Austrije. Nije bio sklon makarijevskoj politici i suradnji s Istanbulom, čak je prijetio izopćenjem iz Crkve svima koji su u vezi s Osmanlijama. Nakon poraza Austrije, plašeći se osvete Osmanlija, Crnojević predvodi kosovske Srbe u Veliku seobu ka Ugarskoj. Poslije velike seobe Srba, 1690. godine, kosovsko stanovništvo je vrlo razrijeđeno.
Par desetljeća kasnije, njegov nasljednik Arsenije IV. Jovanović (patrijarh od 1725. – 1737.) se povodi istom politikom pomaganja Austriji u borbi protiv Osmanskog Carstva. Godine 1737. izbija novi austrijsko-turski rat (1737. – 1739.), tijekom kojeg se kosovski Srbi na poziv pećkog patrijarha ponovo dižu na ustanak, u želji da se priključe austrijskoj pokrajini Srbiji. Ali, kao i u slučaju njegovog prethodnika, Austrija ubrzo doživljava poraz te Arsenije IV. Jovanović predvodi drugu veliku seobu Srba na sjever, u Ugarsku. Zbog ovih migracija, srpsko stanovništvo na Kosovu krajem 18. stoljeća postaje manjinsko.
Političko angažiranje Pećke patrijarhije u Austro-turskim ratovima je ubrzalo odluku Porte da ukine ovu crkveno-političku instituciju. Patrijarhija je ukinuta 1766., a sljedeće godine je isto učinjeno s Ohridskom arhiepiskopijom 1767. Eparhije i cjelokupnu imovinu ovih crkava preuzela je Carigradska patrijarhija. Crkvu su od tada vodili episkopi Grci (fanarioti).
Usprkos teškom položaju, mnogi srpski manastiri sačuvali su i umnožili su svoja imanja pod osmanskom vlašću. Mitropolija raško-prizrenska je za vrijeme osmanske vladavine ubirala obavezan porez od svih pripadnika srpskog naroda. Mitropoliti i vladike, kao i patrijarsi imali su pravo nošenja oružja i držanja oružane pratnje koja im pomaže pri ubiranju crkvenih prihoda.

## Vrijeme postojanja zasebnih pravoslavnih crkava

### Karlovačka mitropolija (1690.  – 1848.) te patrijarhija (1848. – 1920.)
Karlovačka mitropolija je bila pravoslavna crkvena organizacija Srba u Habsburškoj monarhiji. Zahvaljujući carskim privilegijama sve do 19. stoljeća, karlovački mitropoliti bili su najznačajniji predstavnici srpskog naroda u Habsburškoj monarhiji. Srpske crkve građene su u stilu tadašnjeg baroka. 
Godine 1848. na Svibanjskoj skupštini u Srijemskim Karlovcima, Srbi na prostoru Habsburške monarhije su proglasili stvaranje autonomne Srpske Vojvodine, mitropolit karlovački, Josif Rajačić, proglašen je za patrijarha, a Karlovačka mitropolija je uzdignuta na rang patrijarhije. U sastavu Karlovačke patrijarhije je bilo sedam eparhija. Na prostoru Ugarske postojala su Vršačka, Temišvarska, Budimska i Bačka eparhija, a na prostoru Srijema, Slavonije i Hrvatske bile su Karlovačka, Pakračka i Plašćanska ili Gornjokarlovačka eparhija.
Sjedište Karlovačke patrijarhije je bilo u Srijemskim Karlovcima. Karlovačka patrijarhija je postojala sve do 1920. godine kada se ujedinila Beogradskom mitropolijom u jedinstvenu Srpsku pravoslavnu Crkvu.

### Beogradska mitropolija (1831.−1920.)
Beogradska mitropolija je bila mjesna crkva autonomna (od 1831.) te autokefalna crkva (od 1879. do 1920. godine). Prije toga je bila eparhija Carigradske patrijarhije u Osmanskom Carstvu pod nadležnošću grčkih fanariota. 
Nakon što je 1830. godine sultan priznao Srbiji samostalnu unutrašnju upravu, carigradski patrijarh je pristao da mu knez predlaže episkope, a da ih on potvrđuje. Godine 1832. Srbija je sklopila s Carigradskom patrijarhijom sporazum o samoupravi srpske Crkve. Mitropolija je bila umiješana u međudinastičke borbe u Srbiji, pa je prvi mitropolit beogradski Petar Jovanović, kao protiv Obrenovićeva, nakon povratka kneza Miloša na vlast bio prinuđen da podnese ostavku 1859. godine, nakon čega je otišao u Mitropoliju karlovačku i postao je episkop gornjokarlovačke eparhije.
Godine 1878. priznata je neovisnost Srbije, a godinu dana, 1879. godine je Beogradska mitropolija dobila autokefalnost. Početkom 20. stoljeća Beogradska mitropolija je imala nadležnost na čitavom području tadašnje Kraljevine Srbije, s upravnom podjelom na sljedeće eparhije: Beogradska, Šabačka, Žička, Niška i Timočka. Beogradski episkop je bio arhiepiskop i mitropolit Srbije.
Patrijarh srpski Dimitrije Pavlović je bio posljednji beogradski mitropolit (1905. – 1920.) i prvi patrijarh ujedinjene Srpske pravoslavne Crkve (1920. – 1930.).

### Dabrobosanska mitropolija (1766.  – 1920.)
Nakon ukidanja Pećke patrijaršije, od kraja 1760-ih do 1880, Dabrobosanska mitropolija je bila pod izravnom nadležnošću Carigradske patrijarhije. Nju su vodili fanarioti, grčki svećenici iz Istanbula. Početkom austrougarskog perioda u Bosni i Hercegovini, 1880. godine, na osnovu sporazuma između austrougarske vlasti i Carigradske patrijarhije, Pravoslavna crkva u Bosni i Hercegovini je postala autonomna mitropolija, pod nazivom Dabrobosanska mitropolija i pod vrhovnom duhovnom vlašću carigradskog patrijarha. U njen sastav ušle su eparhije: Dabrobosanska, Zvornička, Zahumsko-hercegovačka, a kasnije i Banjalučko-bihaćka. Dabrobosanska mitropolija dobila je i svoju nacionalnu jerarhiju (grčke mitropolite zamijenili su velikodostojnici Srbi). Prvi mitropolit bio je Sava Kosanović, od 1881. do 1885. godine. 
Stvaranjem Kraljevine Srba, Hrvata i Slovenaca, Dabrobosanska mitropolija je 1920. godine postala dio ujedinjene Srpske pravoslavne Crkve.

### Cetinjska mitropolija (1766.−1920.)
S ukidanjem Pećke patrijarhije (1766.), osnovana je u Crnoj Gori samostalna Mitropolija cetinjska. Crnogorski crkveni poglavari ujedno su bili i političke vođe tadašnje crnogorske države iz dinastije Petrović-Njegoš. U Crnoj Gori je postojala neka vrsta pravoslavne teokratske vladavine, s jakim osloncem na Rusiju. Danilo I. (1851. – 1860.) je odvojio crkvenu vlast od svjetovne. 
Baltazar Bogišić je pisao da je "Crnogorska crkva posve avtokefalna i osobenu jerarhiju ima, a nema nikakvijeh zvaničnih odnošaja s drugijem avtokefalnim crkvama, nego mir i ljubav". U službenom katalogu pravoslavnijeh crkava, zvanom Sintagma, "Avtokefalna mitropolija crnogorska" je bila navedena pod rednijem brojem 9, a srpska (Beogradska mitropolija) pod 14.
Stvaranjem Kraljevine Srbija, Hrvata i Slovenaca, Cetinjska mitropolija je 1920. godine postala dio ujedinjene Srpske pravoslavne Crkve.

## Srpska pravoslavna Crkva (1920. –danas)
Ujedinjenje pravoslavnih crkava s područja novoformirane Kraljevine Srba, Hrvata i Slovenaca (SHS) je dogovarano na četiri preliminarne konferencije, održane od 1918. do 1920. godine. Značajnu ulogu u ujedinjenju pravoslavnih crkava imao je regent Aleksandar I. Karađorđević.
Prva konferencija pravoslavnih episkopa održana je 18. prosinca 1918. godine u Srijemskim Karlovcima. Tom prilikom zaključeno je da postoji volja za ujedinjenjem i da se očekuje da će i Cetinjska mitropolija u Crnoj Gori pristati na ujedinjenje, koja nije bila zastupljena na ovom zboru episkopa. Druga konferencija održana je od 11. do 15. svibnja 1919. u Beogradu. Tada je proglašeno "duhovno, moralno i administrativno jedinstvo svih srpskih pravoslavnih crkvenih oblasti", koje će se definirati kada se cijeli Arhijerejski sabor "Ujedinjene Srpske Crkve" sastane pod predsjedništvom svoga patrijarha. Formiran je i privremeni odbor od pet članova. Na Trećoj konferenciji, održanoj od 20. studenoga do 2. prosinca u Srijemskim Karlovcima, usvojen je "Nacrt zakona o proglašenju i vaspostavljanju Srpske Patrijaršije". Pregovori s Carigradskom patrijarhijom trajali su više od šest mjeseci. Okončani su tek kada je plaćeno 1,5 milijuna franaka naknade. Nakon toga je Carigradska patrijarhija 19. ožujka 1920. priznala i blagoslovila ujedinjenje.
Ujedinjenje pokrajinskih pravoslavnih crkava u jednu Srpsku crkvu proglasio je kralj Aleksandar I. Karađorđević svojim aktom od 17. lipnja 1920. Četvrta konferencija, održana 27. kolovoza 1920. godine, proglasila se Svetim arhijerejskim Saborom Srpske Pravoslavne Crkve. Za patrijarha izabran Dimitrije Pavlović, dotadašnji arhiepiskop Srbije i mitropolit beogradski.
Uspostavljanje Srpske patrijarhije izvršeno je 12. rujna 1920. u Sabornoj crkvi svetog Nikole u Srijemskim Karlovcima, na ceremonijalan način prepun kosovske simbolike. Srpski patrijarh je svečano ustoličen u Peći 28. kolovoza 1924. godine.

### Kraljevina Jugoslavija
U razdoblju od Kraljevine Jugoslavije 1918. do 1935. Srpska pravoslavna Crkva je bila "državotvorna" vjerska organizacija, veličala je postojeći poredak, podržavala frankofilski državni smjer i integralno jugoslavenstvo kralja Aleksandra I., i ispoljavala "klerikalni legitimizam". Pravoslavni crkveni poglavari, pogotovo patrijarh Varnava, bili su na poziciji ideologije jugoslavenskog nacionalizma i Šestosiječanjske diktature, a Srpska pravoslavna Crkva je surađivala s jugoslavenskim nacionalnim organizacijama kao što su Jugoslavenska nacionalna stranka, Savez srpskih sokola, Skauti, Narodna odbrana, Četnici, itd. Na vjerskom planu, Srpska pravoslavna Crkva je blisko surađivala s Anglikanskom crkvom i starokatoličkim crkvama, protiveći se Rimokatoličkoj crkvi. 
U namjesničkom razdoblju vladavine kneza Pavla Karađorđevića, po osnivanju vlade Milana Stojadinovića u srpnju 1935. godine, dolazi do razlaza državnog vrha i Srpske pravoslavne Crkve, prvenstveno zbog vanjskopolitičkog i unutarnjeg političkog zaokreta. Srpska pravoslavna Crkva je podržala vojni puč 27. ožujka 1941. godine.

### Drugi svjetski rat
Srpska pravoslavna Crkva u Drugom svjetskom ratu se ponašala ovisno o mjestu i prilikama. U Nezavisnoj Državi Hrvatskoj se nalazila u veoma teškoj situaciji zbog masovnog progona srpskog stanovništva od ustaša, koji je naročito pogodio prvake Srpske pravoslavne Crkve. Mnogi svećenici SPC-a u NDH su ubijeni, među njima i nekoliko onih s najvišim naslovima (mitropolita, episkopa), a većina ih je zatvarana i odvođena u logore. Preostali su se većinom su se pridruživali četnicima. Neki od njih postali su važni četnički zapovjednici, kao što je bio pop Momčilo Đujić u sjevernoj Dalmaciji, pop Savo Božić u sjevernoj Bosni ili pop Radojica Perišić u Hercegovini. U Crnoj Gori Srpska pravoslavna Crkva je bila lojalna talijanskom okupatoru, naročito sam mitropolit crnogorsko-primorski Joanikije Lipovac, koji je do kraja ostao uz četnike, pa se s njima na kraju rata i povukao iz Crne Gore. U Srbiji je vrh Srpske pravoslavne Crkve uoči rata bio pro-engleski orijentiran, zbog čega su ih Nijemci tretirali kao podrivače. Crkva je nastojala da ostane "neutralna" ali je, s druge strane, pokazivala otvoreno neprijateljski stav prema Narodnooslobodilačkom pokretu Jugoslavije.
Općenito, stav Srpske pravoslavne Crkve je bio suradnja s četnicima i neprijateljstvo prema partizanima. Postajali su i rijetki izuzetci, kao pop Vlado Zečević, koji je postao vijećnik AVNOJ-a i visoka politička osoba.

### SFR Jugoslavija
Srpska pravoslavna crkva je u periodu SFR Jugoslavije je bila odvojena od države i predstavljala je isključivo vjersku organizaciju, bez političkog autoriteta. Odnos crkve i države se u ovom razdoblju zasniva na sekularizaciji, ateizaciji i izmještanju religije u sferu privatnog. U ovom razdoblju Srpska pravoslavna Crkvu je najduže vodio patrijarh srpski German Đorić od 1958. do 1990. godine. Dana, 15. travnja 1967. godine počinje da izlazi "Pravoslavlje", novine Srpske patrijarhije, s blagoslovom patrijarha srpskog Germana. 
Iako u periodu SFR Jugoslavije Srpska pravoslavna Crkva nije javno politički djelovala, ona je služila kao nosilac i katalizator srpskog nacionalizma. U godinama nakon smrti Josipa Broza Tita skupina nacionalistički orijentiranih justinovaca i nikolajevaca je preuzela vodeće svećeničke funkcije u Srpskoj pravoslavnoj Crkvi. Nakon toga, Srpska pravoslavna Crkva je pružila bitnu podršku Miloševićevom usponu na vlast i podržavala aktivnosti njegovog rukovodstva na ukidanju autonomije Vojvodine i Kosova.

## Srpska pravoslavna crkva u ratu i miru

### Uloga Srpske pravoslavne crkve u pripremi rata protiv Hrvatske i Bosne i Hercegovine
Srpska pravoslavna crkva je uz većinu beogradskih medija bila nositeljica huškanja na rat protiv Hrvatske uvjeravajući srpski narod u Hrvatskoj i Bosni i Hercegovini da su Srbi u svojoj povijesti uvijek vodili "pravedne i opravdane ratove". Gotovo je svakodnevno slala poruke o "opravdanosti" rata protiv Hrvatske i njegovom "obrambenom" karakteru.
U malu se skupinu srpskih crkvenih dostojanstvenika koji su nastojali smiriti pobuđene ratne strasti, prema poznatim podatcima mogu svrstati mitropolit zagrebačko-ljubljanski Jovan i vladika bački Irinej Bulović. Mitropolit Jovan bio je organizator susreta patrijarha SPC Pavla i kardinala Franje Kuharića (prvoga u proljeće 1991. u Srijemskim Karlovcima, a drugi kasnije u Slavonskom Brodu). Organizirao je i susret patrijarha Pavla s predsjednikom Republike Hrvatske dr. Franjom Tuđmanom.
Vladika bački Irinej Bulović isticao se kao protivnik sudjelovanja pravoslavnih svećenika u ratnim operacijama protiv Hrvatske. Godine 1991. izjavio je: "Svešteno lice koje danas uzima mitraljez, po mom mišljenju, duboko greši".[nedostaje izvor]
S druge strane veća skupina crkvenih dostojanstvenika Srpske pravoslavne crkve je poticala na ratne strasti: Vladika dalmatinski Nikolaj Mrđa – svoje je crkveno sjedište imao Šibeniku. Njegovi su ga suvremenici nazivali "ideologom"[nedostaje izvor] balvan revolucije u Kninskoj krajini, a 1992. postaje prvi čovjek Srpske pravoslavne crkve u Bosni i Hercegovini.
Vladika slavonski Lukijan – sa sjedištem u Pakracu poznat je po tekstu objavljenom u novinama "Pravoslavlje" pod naslovom "Antisrpsko nastojanje ustaške države". Hrvatskoj je državi često dodavao pridjev "ustaška", a svoje je slušateljstvo uvjeravao da je u Slavoniji poslije 1918. živjelo pola milijuna Srba, od kojih su čak 250.000 završilo u velikom ustaškom logoru Jasenovac (što je u velikom nerazmjeru s obavljenim i 2006. objavljenim istraživanjima u Jasenovcu, zajedno s logorom Stara Gradiška stradalo prema pojedinačnom popisu oko 40.000 Srba. Potkraj srpnja 1991. godine episkop Lukijan javno zahtijeva da se "oslobodi Vukovar što je brže moguće, jer nam je potreban da od njega načinimo svoje upravno, kulturno i duhovno središte".[nedostaje izvor]
Za episkopima i metropolitima u Hrvatskoj u promicanju velikosrpske agresije na Hrvatsku nisu nimalo zaostajali crkveni dostojanstvenici Srpske pravoslavne crkve u Srbiji i Crnoj Gori.
Vladika Atanasije Jevtić govorio je "neka košta koliko košta", samo da se ostvare viši srpski ciljevi i da "pokažemo da se ne plašimo", pozivajući u Glini 1991. na rat protiv Hrvatske. Mitropolit crnogorsko-primorski Amfilohije Radović (izabran 1990.) bio je ushićen srpskim ratnim "podvizima" u Bosni i Hercegovini protiv Hrvata i Bošnjaka da je novostvorenu Srpsku Republiku Bosnu i Hercegovinu (razorenih gradova, porušenih crkava i džamija, genocid u Srebrenici, s protjeranih gotovo milijun izbjeglica) slavljenički uzdizao do nebeskih visina. Bio je toliko opčinjen "junaštvom" svojih boraca da je od 1994. javno govorio da je Srpska Republika Bosna i Hercegovina "najdivnija srpska zemlja" i da je "svjetionik i Pijemont cjelokupnog Srpstva".[nedostaje izvor]
Budući vladika mileševski Filaret u rujnu 1991. po Banovini nastoji pokrenuti tamošnje Srbe. Na fotografiji koja je obišla svijet s mitraljezom u rukama pokazuje čime treba ići u "sveti rat"[nedostaje izvor] za Veliku Srbiju. Gornjokarlovački episkop Nikanor sa sjedištem u Karlovcu svojim se porukama pridružio Atanasiju Jevtiću. 
Za stvaranje antihrvatskog ozračja i neskrivenog poziva na rat posebno mjesto pripada patrijarhu srpskom Pavlu Stojčeviću. Svojom uskrsnom poslanicom 1991. godine upućenom svim Srbima i čitanom u svim srpskim pravoslavnim crkvama na svečanoj uskrsnoj misi govorom neskrivene mržnje izmislio je stotine tisuća stradalih Srba postavlja retoričko pitanje: "koliko je naša pogibija bila brojnija i strašnija za poslednjih pedeset godina?" i dalje pruža sljedeći odgovor: "samo u Jasenovcu za četiri godine umoreno je, ako ne više, sigurno ne manje od 700.000 ljudi. Ako pitamo na koji način jedan naš vrsni znalac i mislilac odgovara: Jasenovac je največe srpsko grozilište, ništavilište, istrebivilaše, gubilište, gdje su ljudi satirani krvožderjem, koje sigurno ni knez demona ne pamti. To je novo raspeće Hristovo. To je greh grehova. Nešto još gore je ovde, što se retko spominje. To je činjenica da je ovaj zločin do danas ostao neokajan i nepokajan što dokazuju događaji koji se danas dešavaju na istom mestu od istih počinilaca." Srbi u Hrvatskoj zaključio je patrijarh Pavle "danas se nalaze pred novim bogoubistvom i bratoubistvom".[nedostaje izvor]
Patrijarh srpski Pavle početkom listopada 1991. snažno podupire realizaciju velikosrpskog pokreta. U pismu poslanom engleskom lordu Peteru Carringtonu, predsjedniku Međunarodne mirovne konferencije o Jugoslaviji, iznosi razloge zašto međunarodna diplomacija "mora" podržati projekt ujedinjenja Srba iz Hrvatske s ostalim Srbima pod "jednim krovom", Srbi u Hrvatskoj tvrdio je patrijarh srpski, nemaju "trećeg puta". Njegovo je pismo koncipirano kao svojevrsni memorandum Srpske pravoslavne crkve Mirovnoj konferenciji, u kojem se u prvom dijelu predočava patnja srpskog naroda po uzoru na uskrsnu poslanicu s početka godine. Dalje prema riječima patrijarha srpskog Pavla srpski je narod po drugi puta u ovom stoljeću "suočen sa genocidom i izgonom sa teritorija na kojima je vekovima živeo". Zajedno sa Slobodanom Miloševićem, svim koalicijskim argumentima i srpskim pobunjenicima u Hrvatskoj, patrijarh srpski je nudio samo jedno rješenje: amputaciju Hrvatske i priključenje tih dijelova (oko 1/3 teritorija) Velikoj Srbiji. S uspostavom hrvatske države za patrijarha srpskog i Srbe u Hrvatskoj počelo je "novo, a po mogućim posljedicama možda i pogubnije stradanje Srba u Hrvatskoj" (...)  "naši sunarodnici, iste vjere i krvi, suočeni su sa sledećim kobnim izborom: ili će se oružjem u ruci izboriti za opstanak u istoj državi s maticom srpskog naroda, ili će biti prisiljeni da se iz te nove Nezavisne Države Hrvatske pre ili posle isele. Trećega nema. Za to ih srpska država i srpski narod u Srbiji moraju zaštiti svim legitimnim sredstvima, uključujući i oružanu samoobranu srpskih života i svih srpskih krajina. Teritorije na kojima je srpski narod vekovima živeo (...) ne mogu ostati u sastavu bilo kakve nezavisne Hrvatske, već se moraju naći pod zajedničkim krovom s današnjom Srbijom i svim srpskim krajinama." Od predsjednika se Međunarodne mirovne konferencije o Jugoslaviji očekivalo da shvati "da žrtve genocida i njegovi negdašnji, a možda i budući vinovnici ne mogu više živjeti zajedno. Posle Drugog svetskog rata nitko nije prisiljavao Jevreje da žive zajedno s Nemcima u istoj državi. Srbi su, međutim, bili prisiljeni da žive zajedno s Hrvatima, doduše u okviru Jugoslavije, kao zajedničke države u kojoj je Hrvatska bila samo jedna od šest federalnih jedinica. Granice te Hrvatske nisu ni istorijske ni etničke, nego su određene voljom Josipa Broza - Tita, vođe komunističke revolucije u Jugoslaviji, a Hrvata po narodnosti. Onog trenutka kada su Hrvati proglasili nezavisnost takve Hrvatske, Srbi u Hrvatskoj su, koristeći to isto pravo naroda na samoopredeljenje do otcepljenja, odlučili da žive u krnjoj Jugoslaviji, odnosno u državi u kojoj će biti matica srpskog naroda. U protivnom, pre ili posle bili bi izloženi zatiranju svog nacionalnog identiteta, svoje vere i imovine, a možda i progonstvu i fizičkom istrebljenju. (...) Tu strašnu istinu treba da shvate i svi dosadašnji Jugoslaveni i civilizovana Evropa." Patrijarh srpski Pavle pri tome skriva da je Hrvatski sabor, ali i savezna Vlada u Beogradu referendum Srba u Hrvatskoj o priključenju Srbiji i referendum o uspostavi SAO Krajine proglasila nevažećom, jer su pravo na referendum o odcjepljenju prema posljednjem Ustavu SFRJ iz 1974. to pravo imale samo državotvorne nacije u svojim republikama.[nedostaje izvor]
Srpska pravoslavna crkva je tijekom cijelog rata (1991. – 1995.) bila najčvršća unutarnja poveznica koalicije za Veliku Srbiju. Patnju srpskog naroda u Jasenovcu patrijarh srpski zajedno sa svojim episkopima i mitropolitima, nazvao je "grijehom svih grijehova". Svojim su govorima mržnje uz izmišljene brojeve od 250.000 ubijenih Srba Slavonije u logoru Jasenovac ili čak 700.000 (čime se sugeriralo da je gotovo cijeli srpski narod Hrvatske istrijebljen u Jasenovcu) unosili zablude, nejasnoće i osvetničke mržnje među pobunjene Srbe u Hrvatskoj.

### Srpska pravoslavna crkva poslije ratova
Srpska pravoslavna crkva od početka raspada bivše Jugoslavije, pa do danas nije se uspjela osloboditi svoje osvajačke i agresivne politike falsificiranja povijesti. Poslije ratova u bivšoj Jugoslaviji nastavila je podržavati terorističko-paravojne formacije Ravnogorskog četničkog pokreta, okupljanja i postrojavanja četnika, otvoreno je pružala podršku srpskim ratnim zločincima osuđenim za genocid i ratni zločin, te se zdušno zalagala i podržavala ideju Velike Srbije.[nedostaje izvor]

## Patrijarsi srpski
Na čelu Srpske pravoslavne crkve je patrijarh srpski, koji još nosi i naslov mitropolit beogradsko-karlovački i arhiepiskop pećki, a bira ga Sveti arhijerejski sabor, koji se sastoji od arhijereja Srpske pravoslavne crkve. Patrijarh srpski je predsjednik Svetog arhijerejskog sabora, Svetog arhijerejskog sinoda i Patrijaršijskog upravnog odbora. Patrijarh ima sva prava i dužnosti eparhijskog arhijereja u svojoj Beogradsko-karlovačkoj arhiepiskopiji i njom upravlja uz pomoć svojih vikarnih episkopa.
Po takozvanoj horizontalnoj organizaciji Srpske pravoslavne crkve, patrijarh nije vrhovni starješina, već je jednak s episkopima, pa tako nije uobičajeno da dođe u posjet nekoj eparhiji, a da ga nadležni episkop ne pozove u goste.
Patrijarsi srpski
|     | Godine        | Patrijarh                                             |
| --- | ------------- | ----------------------------------------------------- |
| 1.  | 1338. – 1354. | arhiepiskop, od 1346. patrijarh srpski Joakinije III. |
| 2.  | 1354. – 1375. | patrijarh srpski Sava IV.                             |
| 3.  | 1375. – 1379. | patrijarh srpski Jefrem                               |
| 4.  | 1379. – 1389. | patrijarh srpski Spiridon                             |
| -   | 1389. – 1390. | ponovo patrijarh srpski Jefrem                        |
| 5.  | 1390. – 1396. | patrijarh srpski Danilo III.                          |
| 6.  | 1396. – 1406. | patrijarh srpski Sava V.                              |
| 7.  | 1406. – 1407. | patrijarh srpski Danilo IV.                           |
| 8.  | 1407. – 1419. | patrijarh srpski Kirilo I.                            |
| 9.  | 1420. – 1435. | patrijarh srpski Nikon                                |
| 10. | 1446.         | patrijarh srpski Teofan                               |
| 11. | 1446. – 1453. | patrijarh srpski Nikodim II.                          |
| 12. | 1453. – 1463. | patrijarh srpski Arsenije II.                         |
| *   | 1526. – 1541. | patrijarh srpski Pavle I. (pokušaj obnove)            |
| 13. | 1557. – 1571. | patrijarh srpski Makarije                             |
| 14. | 1571. – 1575. | patrijarh srpski Antonije                             |
| 15. | 1575. – 1586. | patrijarh srpski Gerasim                              |
| 16. | 1587.         | patrijarh srpski Savatije                             |
| 17. | nema podataka | patrijarh srpski Nikanor I. (iz pomenika)             |
| 18. | 1589. – 1591. | patrijarh srpski Jerotej                              |
| 19. | 1591. – 1592. | patrijarh srpski Filip                                |
| 20. | 1592. – 1614. | patrijarh srpski Jovan                                |
| 21. | 1614. – 1647. | patrijarh srpski Pajsije I.                           |
| 22. | 1648. – 1655. | patrijarh srpski Gavrilo I.                           |
| 23. | 1655. – 1674. | patrijarh srpski Maksim I.                            |
| 24. | 1674. – 1690. | patrijarh sprski Arsenije III:                        |
| 25. | 1691. – 1710. | patrijarh srpski Kalinik I.                           |
| 26. | 1711. – 1712. | patrijarh srpski Atanasije II.                        |
| 27. | 1712. – 1725. | patrijarh srpski Mojsije II.                          |
| 28. | 1725. – 1737. | patrijarh srpski Arsenije IV.                         |
| 29. | 1739. – 1746. | patrijarh srpski III.[Bezimeni? Koji "III."?]         |
| 30. | 1747. – 1752. | patrijarh srpski Atanasije II.                        |
| 31. | 1752.         | patrijarh srpski Gavrilo II.                          |
| 32. | 1752.         | patrijarh srpski Gavrilo III.                         |
| 33. | nema podataka | patrijarh srpski Vikentije I.                         |
| 34. | nema podataka | patrijarh srpski Pajsije II.                          |
| 35. | nema podataka | patrijarh srpski Gavrilo IV.                          |
| 36. | 1758. – 1763. | patrijarh srpski Kirilo II.                           |
| 37. | 1763. – 1765. | patrijarh srpski Vasilije I.                          |
| 38. | 1765. – 1766. | patrijarh srpski Kalinik II.                          |
| 39. | 1920. – 1930. | patrijarh srpski Dimitrije Pavlović                   |
| 40. | 1930. – 1937. | patrijarh srpski Varnava Rosić                        |
| 41. | 1938. – 1950. | patrijarh srpski Gavrilo Dožić                        |
| 42. | 1950. – 1958. | patrijarh srpski Vikentije Prodanov                   |
| 43. | 1958. – 1990. | patrijarh srpski German Đorić                         |
| 44. | 1990. – 2009. | patrijarh srpski Pavle Stojčević                      |
| 45. | 2010. – 2020. | patrijarh srpski Irinej Gavrilović                    |
| 46. | 2021. –       | patrijarh srpski Porfirije Perić                      |

## Eparhije
Eparhije
|    | Eparhija                                   | Sjedište           | Episkop                                   | Vikarni episkop |
| 1  | Arhiepiskopija beogradsko-karlovačka       | Beograd            | patrijarh Porfirije Perić                 | Antonije Pantelić Stefan Šarić Sava Bundalo Aleksej Bogićević Ilarion Lupulović Nektarije Samardžić Petar Bogdanović Dositej Hilandarac |
| 2  | Mitropolija dabrobosanska                  | Sarajevo           | mitropolit Hrizostom Jević                | |
| 3  | Mitropolija zagrebačko-ljubljanska         | Zagreb             | patrijarh Porfirije Perić (administrator) | |
| 4  | Mitropolija crnogorsko-primorska           | Cetinje            | mitropolit Joanikije Mićović              | |
| 5  | Banatska eparhija                          | Vršac              | Nikanor Bogunović                         | |
| 6  | Eparhija banjalučka                        | Banja Luka         | Jefrem Milutinović                        | |
| 7  | Eparhija bačka                             | Novi Sad           | Irinej Bulović                            | Damaskin Grabež |
| 8  | Eparhija bihaćko-petrovačka                | Bosanski Petrovac  | Sergije Karanović                         | |
| 9  | Eparhija braničevska                       | Požarevac          | Ignatije Midić                            | |
| 10 | Eparhija budimljansko-nikšićka             | Berane             | Metodije Ostojić                          | |
| 11 | Eparhija valjevska                         | Valjevo            | Isihije Rogić                             | |
| 12 | Eparhija vranjska                          | Vranje             | Pahomije Gačić                            | |
| 13 | Eparhija gornjokarlovačka                  | Karlovac           | Gerasim Popović                           | |
| 14 | Eparhija dalmatinska                       | Šibenik            | Nikodim Kosović                           | |
| 15 | Žička eparhija                             | Kraljevo           | Justin Stefanović                         | |
| 16 | Eparhija zahumsko-hercegovačka i primorska | Mostar             | Dimitrije Rađenović                       | |
| 17 | Eparhija zvorničko-tuzlanska               | Tuzla              | Fotije Sladojević                         | |
| 18 | Eparhija kruševačka                        | Kruševac           | David Perović                             | |
| 19 | Eparhija mileševska                        | Prijepolje         | Atanasije Rakita                          | |
| 20 | Eparhija niška                             | Niš                | Arsenije Glavčić                          | |
| 21 | Eparhija osječkopoljska i baranjska        | Dalj               | Heruvim Đermanović                        | |
| 22 | Eparhija slavonska                         | Pakrac             | Jovan Ćulibrk                             | |
| 23 | Eparhija raško-prizrenska                  | Prizren Novi Pazar | Teodosije Šibalić                         | |
| 24 | Eparhija srijemska                         | Srijemski Karlovci | Vasilije Vadić                            | |
| 25 | Eparhija timočka                           | Zaječar            | Ilarion Golubović                         | |
| 26 | Eparhija Šabačka                           | Šabac              | Jerotej Petrović                          | |
| 27 | Eparhija šumadijska                        | Kragujevac         | Jovan Mladenović                          | |

Srpska pravoslavna crkva podijeljena je na eparhije. Svaka od njih ima svog arhijereja (episkopa – vladiku), koji je njen neposredni poglavar.

#### Eparhije u dijaspori
|    | Eparhija                                | Sjedište                 | Episkop                        | Vikarni episkop  |
| 1  | Mitropolija australijsko-novozelandska  | Sydney                   | mitropolit Siluan Mrakić       |                  |
| 2  | Eparhija novogračaničko-srednjoamerička | Chicago                  | Longin Krčo                    |                  |
| 3  | Eparhija austrijsko-švicarska           | Beč                      | Andrej Ćilerdžić               |                  |
| 4  | Eparhija britansko-skandinavska         | Stockholm                | Dositej Motika                 |                  |
| 5  | Eparhija budimska                       | Senandrija               | Lukijam Pantelić               |                  |
| 6  | Eparhija buenosajreska                  | Buenos Aires             | Kirilo Bojović                 |                  |
| 7  | Eparhija dizeldorska i njemačka         | Düsseldorf               | Grigorije Durić                | Jovan Stanojević |
| 8  | Eparhija zapadnoamerička                | San Diego                | Maksim Vasiljević              |                  |
| 9  | Eparhija zapadnoeuropska                | Pariz                    | Justin Jeremić                 |                  |
| 10 | Eparhija istočnoamerička                | New York City Washington | Irinej Dobrijević              |                  |
| 11 | Eparhija kanadska                       | Milton                   | Dr. Mitrofan Kodić             |                  |
| 12 | Eparhija temišvarska                    | Temišvar                 | administrator Lukijan Pantelić |                  |

#### EparhijePravoslavne orhidske arhiepiskopije
|   | Naziv                          | Sjedište | Episkop                          | Vikarni episkop |
| 1 | Mitropolija skopska            | Skoplje  | arhiepiskop Jovan Vraniškovski   | David Ninov     |
| 2 | Eparhija bregalnička           | Štip     | Marko Kimev                      |                 |
| 3 | Eparhija veleško-povardarska   | Veles    | administrator Jovan Vraniškovski |                 |
| 4 | Eparhija debarsko-kičevska     | Ohrid    | administator Joakim Jovčevski    |                 |
| 5 | Eparhija pološko-kumanovska    | Kumanovo | Joakim Jovčevski                 |                 |
| 6 | Eparhija prespansko-pelagijska | Bitolj   | administrator Marko Kimev        |                 |
| 7 | Eparhija strumička             | Strumica | administator David Ninov         |                 |

Eparhije su podijeljene na arhijerejska namjesništva, od kojih se svako sastoji od nekoliko crkvenih općina i parohija. Crkvenu općinu sačinjava jedna ili više parohija. Ako u nekom mjestu ima više parohija, one sačinjavaju jednu crkvenu općinu. Parohija je najmanja crkvena jedinica – zajednica pravoslavnih vjernika koji se okupljaju na bogoslužjima i koji su pod duhovnim vodstvom parohijskog svećenika.

## Pogledajte također
- Popis srpskih svetaca

## Vanjske poveznice
- Službena stranica (srp.)